# Folclore d'Italia

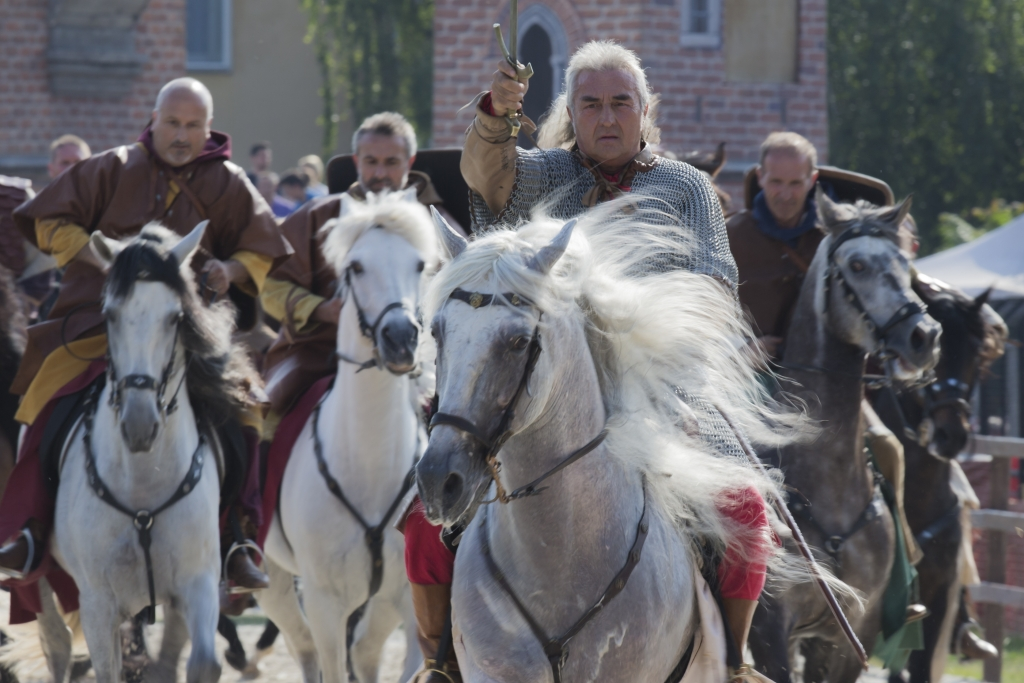
Ricostruzione folclorica della Compagnia della Morte capitanata da Alberto da Giussano, che si appresta a effettuare la carica al palio di Legnano del 2014

Il folclore d'Italia riguarda le numerose forme di cultura popolare, comprendenti leggende, racconti, usanze e tradizioni, diffusi sul territorio italiano. Su di esso, infatti, si sono succeduti nel tempo diversi popoli, ognuno dei quali ha lasciato le proprie tracce nell'immaginario popolare. Alcuni elementi provengono anche dalla cristianizzazione, specie quelli riguardanti demoni o altre figure legate al cattolicesimo popolare.
Col termine folclore si può intendere tuttavia anche la scienza o la dottrina che studia quelle tradizioni, attraverso ricerche e opere sull'argomento.

## Opere sul folclore in Italia

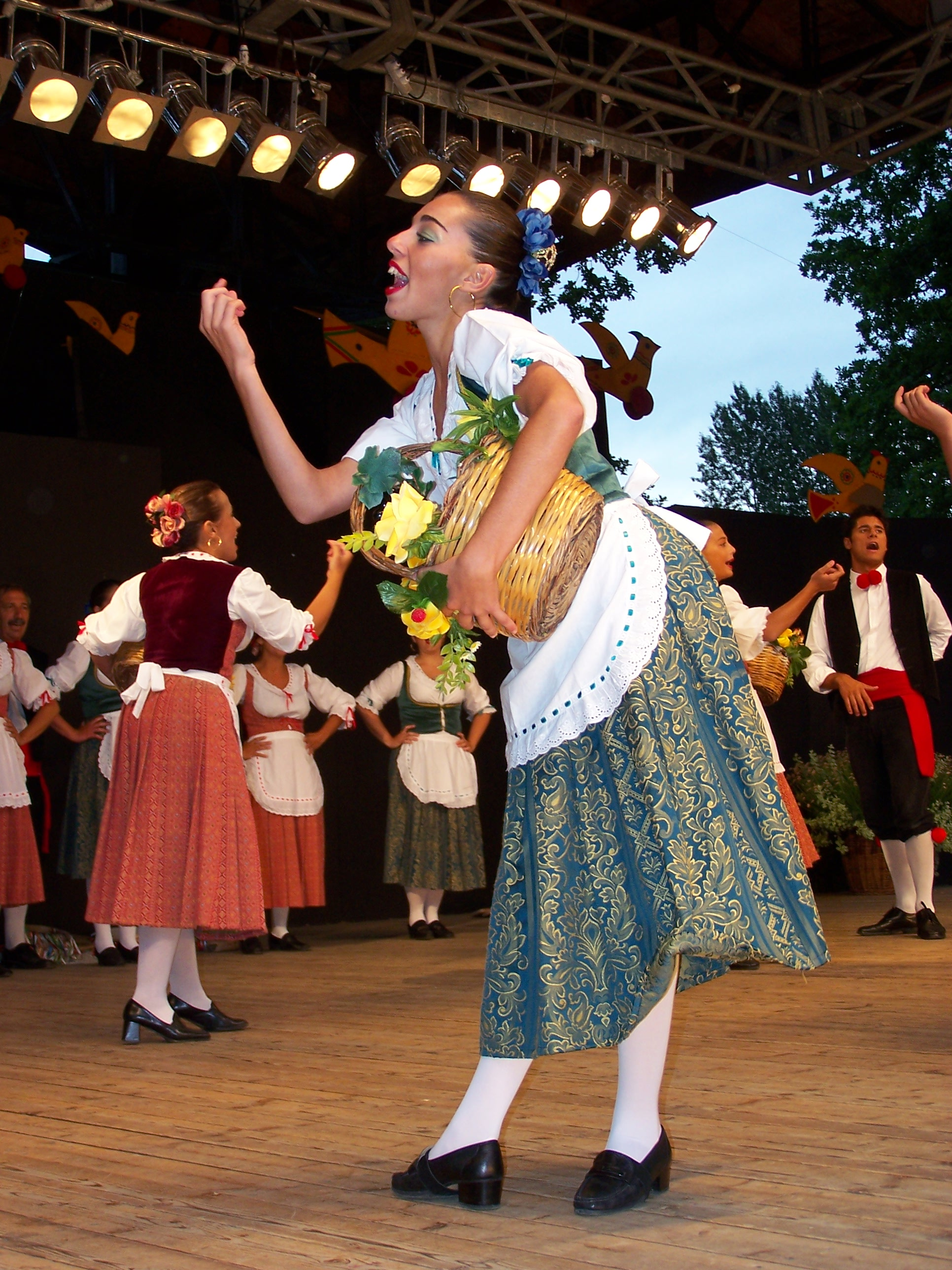
Antiche tradizioni popolari ad Agrigento

L'interesse per il folclore e gli aspetti popolari della cultura italiana si ridestò a partire dall'epoca romantica, in cui la maggior parte degli intellettuali e degli studiosi si trovarono impegnati, sotto la spinta degli impulsi risorgimentali, nella riscoperta di una memoria collettiva e nella costruzione di un'identità nazionale.

### Le prime inchieste
La documentazione che più di ogni altra ha dato l'avvio allo studio delle tradizioni popolari e dunque al folclore inteso come scienza è stata l'inchiesta napoleonica del 1809-1811, svolta nel Regno d'Italia sui dialetti e i costumi delle popolazioni locali. L'inchiesta fu posta in essere principalmente per individuare ed estirpare pregiudizi e superstizioni ancora esistenti nelle campagne italiche. Gli atti dell'inchiesta e le relative illustrazioni allegate sono custoditi nel castello Sforzesco di Milano.
Una successiva inchiesta post-napoleonica, curata da don Francesco Lunelli (1835-1856), riguardò il territorio del Trentino e il Dipartimento dell'Alto Adige (con particolare attenzione ai proverbi riguardanti le donne del Trentino), rimasti esclusi dall'indagine napoleonica perché erano territori all'epoca non ancora aggregati al Regno d'Italia.

### Michele Placucci
La prima opera di rilievo, che anticipa di quasi cinquant'anni il metodo della demologia scientifica italiana con una precisa classificazione del materiale, è il trattato sulla regione Romagna del forlivese Michele Placucci. Egli, avvalendosi di diversi documenti, soprattutto di quelli raccolti all'epoca dell'inchiesta napoleonica (come quanto redatto da Basilio Amati, cancelliere del censo a Mercato Saraceno), a cui aggiunge anche altro materiale (ad esempio, dalla Pratica agraria dell'abate Battarra), pubblica, a Forlì nel 1818 (Tipografia Barbiani), l'opera intitolata Usi e pregiudizj de' contadini della Romagna. In Placucci ad esempio, si racconta che i contadini romagnoli usavano mangiare fave nell'anniversario dei morti (cioè il 2 novembre), perché comunemente si riteneva che questa pianta avesse il potere di rafforzare la memoria, così che nessuno dimenticasse i propri defunti. Altra tradizione arcaica riportata dal Placucci è quella di confezionare il ripieno dei cappelletti privo di carne. A quel lavoro, altri faranno seguire numerose pubblicazioni dedicate ad altre regioni italiane.

### Giuseppe Pitrè
L'intellettuale che ha dato poi origine allo studio sistematico, su base scientifica, del folclore italiano, è il medico palermitano Giuseppe Pitrè (1841-1916) che, dopo aver dato alle stampe la «Biblioteca delle tradizioni popolari siciliane», ha realizzato un'opera editoriale insuperabile (per ricchezza di informazioni), la «Bibliografia delle tradizioni popolari italiane» nel 1894 e la «Rivista Archivio per lo studio delle tradizioni popolari» pubblicata ininterrottamente dal 1880 al 1906. Per primo Pitrè ottenne nel 1911 a Palermo una cattedra universitaria per lo studio delle tradizioni popolari, sotto il nome di demopsicologia, poi riattivata da Giuseppe Cocchiara solo negli anni '30 col nome di storia delle tradizioni popolari.

### L'era fascista

Donne italiane in costume tipico regionale di un'area rurale offrono spighe di grano e una forma di pane a Mussolini durante una manifestazione del regime (1938)

Questo tipo di studi, unito alla riscoperta e valorizzazione del Medioevo, che era stato uno degli esiti del nazionalismo romantico, culminò nel fascismo con la propaganda folcloristica volta a rafforzare il mito romantico e medioevaleggiante del Popolo legato alla propria terra e alla tradizione, per poi creare «il popolo» a livello nazionale, cercando di unificare le tradizioni locali attraverso l'azione dell'istituto del dopolavoro. Si potrebbe parlare in tal caso più propriamente di «folklorismo».
In tale clima culturale, che era stato preparato da personalità variegate, quali il Carducci, D'Annunzio, Benelli, Coppedè, furono rilanciate manifestazioni come il palio di Siena, la giostra del Saracino, il calcio in livrea e molte altre, mentre alcune come il calendimaggio di Assisi furono ricostruite in forma nuova.

### L'epoca repubblicana

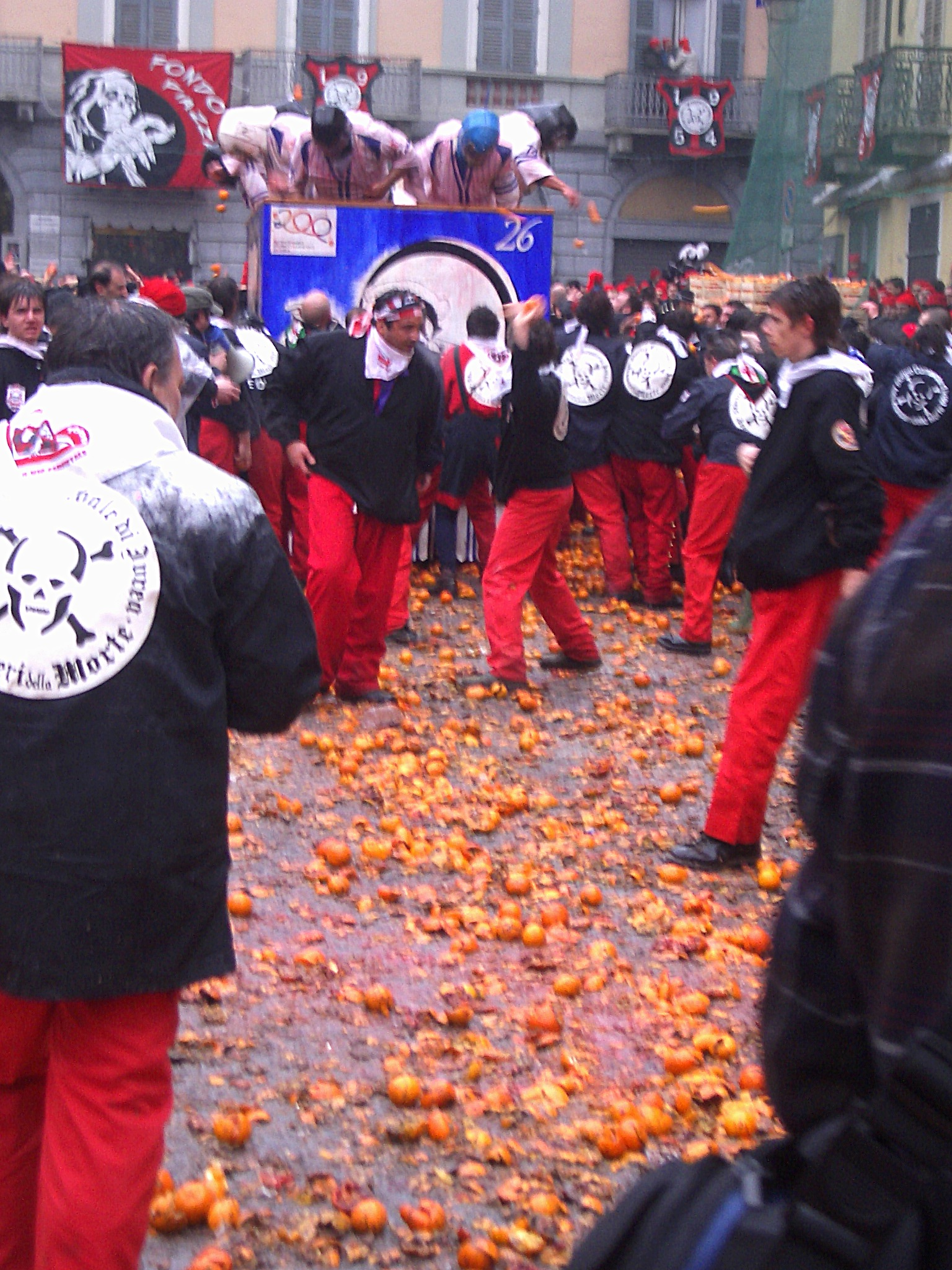
Storico Carnevale di Ivrea: battaglia delle arance

Dopo la seconda guerra mondiale, grande impatto ebbe la pubblicazione delle Note sul folclore, contenute nei Quaderni del carcere di Antonio Gramsci. In particolare, Ernesto de Martino condurrà le più celebri ricerche folcloriche italiane, Morte e pianto rituale, Sud e magia, La terra del rimorso, scegliendo come oggetto classi sociali considerate "fuori dalla storia", i contadini del sud Italia, con il dichiarato obiettivo di utilizzare le tradizioni popolari, definite "folclore progressivo", come elemento fondante di una futura coscienza di classe.
Questa corrente di studi rimarrà dominante in Italia fino agli anni ottanta del Novecento (con Alberto Mario Cirese, che dagli anni sessanta impose come nome per gli studi di folclore all'italiana il termine demologia), mettendo in discussione l'oggetto di studio, criticando la reificazione delle tradizioni e ponendo l'accento sui processi di costruzione sociale e sull'uso che i soggetti fanno di esse.
Notevoli furono pure gli studi e le ricerche di storia del folklore e delle tradizioni popolari svolti sia da Giuseppe Cocchiara, dagli anni '30 agli anni '60, che da Carmelina Naselli.
Oggi fenomeni ricostruzionistici del folclore europeo, chiamate Europeadi, si svolgono saltuariamente anche in Italia.

### La fiaba
In Italia c'è sempre stata una grande tradizione per il genere letterario della fiaba, dove vennero scritte le prime raccolte europee da Giovanni Francesco Straparola e Giambattista Basile, in particolare quest'ultimo fu il primo ad utilizzare la fiaba stessa come forma di espressione popolare e ad ideare le più antiche versioni di alcune delle più famose storie di sempre, delle quali alcune poi sarebbero state a loro volta adattate in alcuni dei più famosi film d'animazione.

## Figure e leggende del folclore italiano

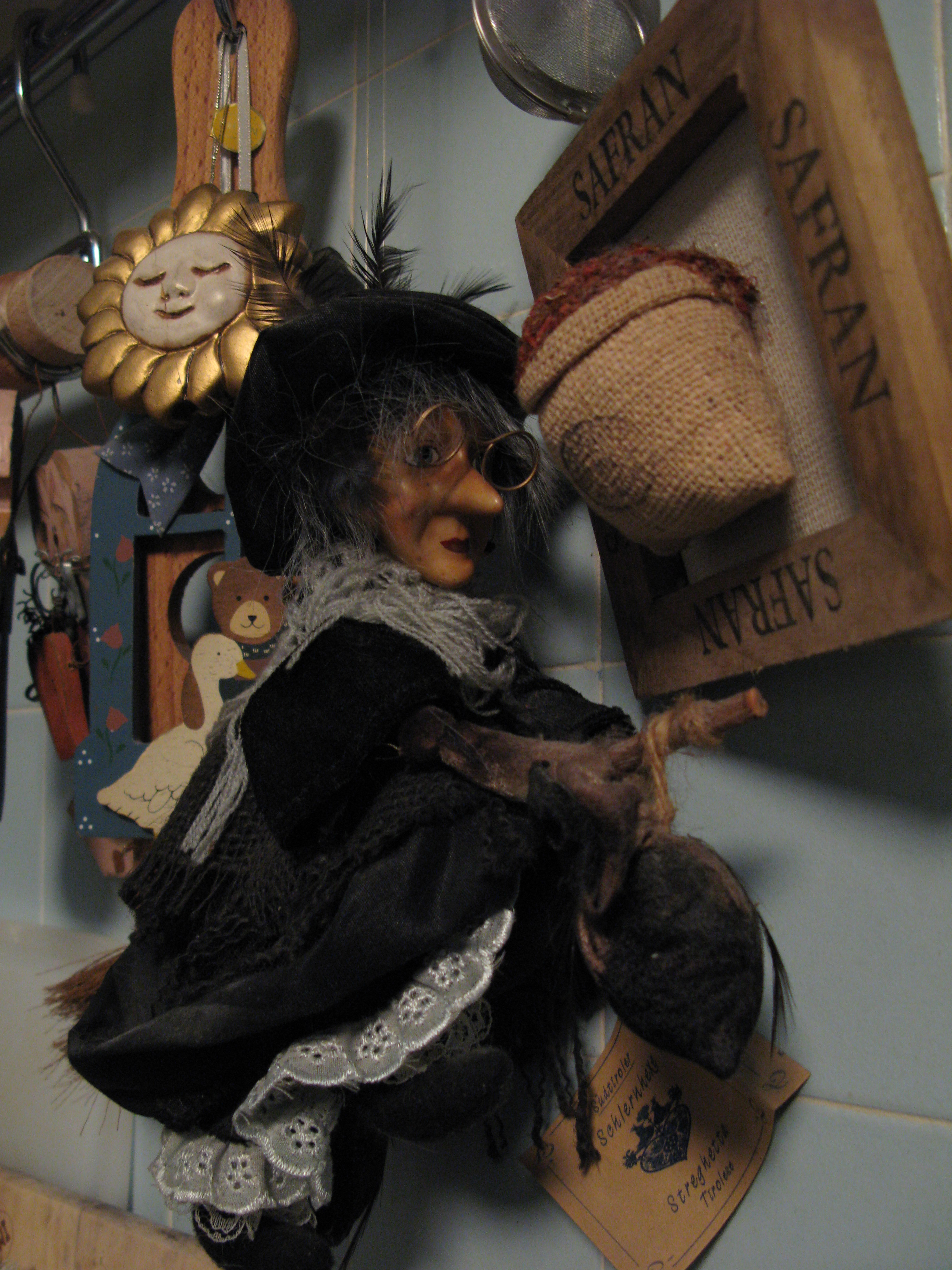
Una marionetta che rappresenta una Befana

Di seguito viene proposto un elenco delle figure del folclore che hanno animato i racconti popolari sin dall'antica Roma.

### Personaggi della tradizione
- La Befana è una vecchietta spesso sorridente ed ha una borsa o un sacco pieno di ogni squisitezze e regali per i bambini meritevoli, ma anche di carbone per i bambini che non sono "stati buoni" durante l'anno. Per ricevere i suoi regali è necessario scriverle ed appendere una calza alla finestra o sotto il camino. Ha vesti logore e viaggia a cavallo di una scopa. È molto diffusa, conosciuta in tutta Italia. Verrebbe nella notte tra il 5 e il 6 gennaio, ossia nella notte dell'Epifania. È probabilmente la figura folcloristica più conosciuta in Italia. In alcuni piccoli comuni la figura della Befana si alterna ad altri esseri soprannaturali che portano doni o carbone.
- I mommotti o mobbotti nella tradizione sarda rappresentano una figura immaginaria utilizzata per spaurire i bambini. Talvolta vengono associati all'uomo nero oppure ad un orco cattivo ed il loro compito è quello di portare via i bambini che non si comportano bene.
- I benandanti erano legati ad un culto pagano-sciamanico contadino basato sulla fertilità della terra diffuso in Friuli intorno al XVI-XVII secolo. Si trattava di piccole congreghe che si adoperavano per la protezione dei villaggi e del raccolto dei campi dall'intervento malefico delle streghe.
- Il Bombasìn è un personaggio mostruoso della tradizione del Polesine e della Laguna Veneta. Tradizionalmente collegato alle usanze del Brusavecia e del Carnevale, il personaggio ha sembianze di toro infuriato, e rappresenta il lato più feroce e selvaggio della natura umana. Talvolta è accompagnato nelle parate da contadini che lo tengono a freno con una catena, mentre il Bombasìn spaventa grandi e piccoli sul suo cammino. Il suo nome deriverebbe dalla bambagia, vocabolo che a sua volta deriva dalla parola greca per cotone, materiale usato per costruire il grande matello nero che avvolge il Bombasìn. Racconti più recenti lo collegano al personaggio mitico del Re Adriano e agli Gnomi del Polesine.[12]
- Lo strego è un personaggio della tradizione popolare della Garfagnana. A differenza di streghe e stregoni classici, dediti a vari esercizi di stregoneria e volti esclusivamente a procurare il male alle persone, lo strego sembra avere un atteggiamento più ambiguo in quanto di norma si disinteressa degli altri esseri umani preferendo riunirsi in gruppi per svolgere cerimonie non bene identificate.
- L'orcolat è un mostruoso essere che la tradizione popolare indica come causa dei terremoti in Friuli. L'Orcolat è una figura ricorrente soprattutto nei racconti della tradizione popolare.
- Il maskinganna, letteralmente "maestro degli inganni", era un personaggio leggendario del folklore sardo che si divertiva a prendersi gioco delle persone che dormivano facendole risvegliare terrorizzate.
- La Pettenedda è una creatura mitica che appartiene alla tradizione sarda e che vivrebbe nei pozzi. Probabilmente la leggenda è stata inventata dalle madri per spaventare i bambini e tenerli lontani dai pozzi.
- Il Giufà è un personaggio letterario della tradizione orale popolare della Sicilia e giudaico-spagnola.
- Il Marranghino è un personaggio immaginario del folklore lucano. Il suo mito condivide tratti comuni con quello del Monachicchio, ed è diffuso particolarmente nella provincia di Matera.
- Sa Mama 'e su Sole (la Mamma del Sole), è una creatura fantastica della tradizione sarda utilizzata per spaventare i bambini che non volevano andare a dormire nei pomeriggi estivi, quando il sole era troppo forte.
- L'uomo nero o babau (più raramente babao, barabao o bobò) è nel folclore italiano e di altre regioni europee, un mostro immaginario dalle caratteristiche non ben definite che viene tradizionalmente invocato per spaventare i bambini.
- L'orco è un personaggio fiabesco derivato probabilmente dall'Orco della mitologia romana, un malvagio mostro umanoide immaginario di stazza enorme e con un temperamento irascibile, divoratore di carne umana, in particolare di bambini.
- Babbo Natale, derivato da San Nicola da Bari (conosciuto anche come San Nicolò) è un personaggio del folclore internazionale.

### Streghe
- Le cogas o bruxas, nelle tradizioni sarde, sono streghe con l'aspetto di una vecchia, aventi la capacità di assumere qualsiasi forma e dimensione, sia animali sia vegetali o anche di persone; per questo sono pericolose.
- Le janare, nella credenza popolare beneventana, soprattutto in quella contadina, sono le streghe di Benevento di cui si raccontano le terribili malefatte[13].
- Le majare sono le streghe della cultura popolare della Sicilia.
- La Pantàsema è un'antica figura femminile legata ai riti agricoli della cultura pagana dell'Italia centrale, particolarmente presente nei territori laziale e abruzzese.
- Le streghe della Valcamonica sono state perseguitate tra il XVI e l'XVII secolo nella nota valle bresciana.
- La Borda è una sorta di strega che appare, bendata e orribile, sia nelle ore buie che nelle giornate nebbiose e uccide chiunque abbia la sventura di incontrarla. È una personificazione della paura legata alle zone paludose, agli stagni e ai canali, invocata dagli adulti per spaventare i bambini e tenerli lontani da questi luoghi pericolosi.
- La Masca è una figura di rilievo nel folklore e nella credenza popolare piemontese, che le attribuisce facoltà sovrannaturali tramandate da madre in figlia o da nonna in nipote.
- La Bàsura, strega del folklore ligure la cui tradizione è diffusa soprattutto nel Ponente, è cattiva, secondo i folclori. È, secondo la leggenda, la strega che vivrebbe nelle grotte di Toirano (altrimenti dette proprio Grotte della Strega); la leggenda si sviluppò quando, dopo il ritrovamento delle grotte, tutti i labirinti erano chiusi, ed il vento faceva strani rumori. La leggenda vuole che la Basùrà non voglia che qualcuno entri nelle sue grotte.
- La Giubiana è una strega, spesso magra, con le gambe molto lunghe e le calze rosse. Vive nei boschi e grazie alle sue lunghe gambe, non mette mai piede a terra, ma si sposta di albero in albero. Così osserva tutti quelli che entrano nel bosco e li fa spaventare, soprattutto i bambini.
- La maciara è una persona alla quale dalla cultura popolare dell'Italia meridionale vengono attribuiti poteri magici[14].

### Fate
- Le janas erano le fate del folklore sardo. Vivevano nelle cosiddette Domus de Janas, che in realtà erano tombe scavate nella roccia. Secondo altre leggende vivevano in cima ai nuraghi e passavano il tempo a tessere con un telaio d'oro.
- L'Anguana o Agana o Longana è una ninfa acquatica appartenente alla mitologia alpina, diffusa anche in Umbria, e di cui si parla anche nella zona delle Cascate delle Marmore, nelle quali vivrebbe e/o si rinfrescherebbe quotidianamente. Si parla di questa fata anche in Abruzzo, in Toscana (nella zona dell'Appennino Tosco-Emiliano),in Veneto e in Emilia-Romagna. Come ninfa acquatica vive solo in acque dolci, come laghi, fiumi, torrenti, cascate o ruscelli.
- La Bella 'mbriana, nella credenza popolare del popolo napoletano, è lo spirito della casa.

### Folletti
- Il buffardello è uno dei folletti presenti nella tradizione popolare della provincia di Lucca ed in particolar modo della Garfagnana ma anche della Lunigiana in provincia di Massa-Carrara.
- Lo gnefro è un folletto della cultura popolare della città di Terni e della Valnerina.
- Il muddittu è un folletto della cultura popolare della Sicilia.
- Il mazzamurello o mazzamaurello è una creatura fantastica della tradizione folklorico-fiabesca delle Marche e dell'Abruzzo. In particolare, esso appartiene alle tradizioni rurali degli attuali territori delle province di Chieti, province di Fermo, Macerata e Ascoli Piceno.
- Il lauru, lauro o laurieddu è una creatura maligna dell'immaginario folcloristico del Salento, della Valle d'Itria e della Murgia, è un folletto che, come molti, ama fare dispetti, ed è sfrontato e maligno. Nelle culture popolari è temuto, ma non rispettato.
- Il lenghelo, detto anche lenghero, lenghelu o familiarmente Lengheletto. È protagonista dei racconti popolari soprattutto nella zona dei Castelli Romani. Il suo appellativo sta a significare “allungato” e infatti ha un aspetto alto e snello. Non è malvagio ma a quanto pare ama giocare una gran quantità di scherzi. Il campionario comprende camminare sulle scale di legno, rompere piccoli oggetti e saltare sulla pancia della gente nel sonno. In genere perseguita chi gli sta antipatico o chi fa un torto alla sua famiglia prediletta. Agli umani che rispetta fa trovare ricchezze o rivela numeri vincenti per il lotto. Proveniente probabilmente da credenze greche o addirittura egizie, ma principalmentese Romano.
- Il lenghelo, detto anche lenghero, lenghelu o familiarmente lengheletto, è un folletto o spiritello presente nella tradizione popolare dei Castelli Romani, affondando le sue radici romane anche in alcune credenze greche o egizie. Spesso burlone, dedito a numerosi scherzi, il suo appellativo potrebbe significare «allungato» per l'aspetto alto e snello.
- Il linchetto è un folletto presente nella tradizione popolare della provincia di Lucca, in particolar modo nella piana di Lucca, ma anche in Garfagnana e nei colli del Lucchese.
- Il mazapégul fa parte di una piccola famigliola di folletti della notte, composta da diverse tribù quali i mazapedar, i mazapegul, i mazapigur e i calcarel, diffuse un po' in tutta la Romagna.
- Il mazaròl è un folletto tipico del folclore del Bellunese e del Primiero e di alcune zone della provincia di Treviso.
- Il monachicchio generalmente viene considerato come uno spirito di un bambino morto prima di ricevere il battesimo.
- Il munaciello è uno spiritello che, secondo la leggenda napoletana, pare abbia le fattezze fisiche di un ragazzino deforme abbigliato con un saio e fibbie argentate sulle scarpe.
- Lo scazzamurrieddhru, noto anche come Ssazzamurrill o scazzamauriello , è un dispettoso folletto del folclore del Sud Italia.
- Lo squasc è un essere mitologico del folclore della Lombardia orientale.
- Il tummà è un folletto dal naso gigante del folclore pugliese.

### Fantasmi
- I Confinati, o anime confinate, sono dei fantasmi i cui racconti mitici sono diffusi nelle tradizioni popolari della Lombardia nord-orientale, soprattutto nelle Valli Bergamasche, Val Camonica e Valtellina.
- La Pandafeche è una manifestazione onirica, comunemente diffusa nell'immaginario della cultura abruzzese.
- Azzurrina, secondo la leggenda, sarebbe stata la figlia di un certo Ugolinuccio di Montebello, signore di Montebello, nella metà del Trecento. Stando al racconto popolare sarebbe misteriosamente scomparsa.
- La Leggenda di Bianca di Collalto narra di una giovane ancella che sarebbe stata murata viva a causa della gelosia della sua padrona. Il suo fantasma si manifesterebbe ai componenti della famiglia Collalto per annunciare gioie o sciagure.
- La Guria , è uno spirito della tradizione popolare di Barletta che abita le case, spesso definito il vero padrone di esse. Ha una forma umanoide, la sua faccia ricorda vagamente un demone.

### Demòni
- Aamon è un demonio nominato spesso nella demonologia cristiana, e che, forse, prende nome dopo la cristianizzazione, in quanto Amon è anche il nome di un dio egizio.
- Su Ammuntadore o Ammuntadori è una creatura della mitologia sarda che attaccherebbe le persone nel sonno attraverso gli incubi. È una figura molto ricorrente, non accettata all'interno della demonologia cristiana, in quanto di probabile origine popolana.
- Maimone o Mamuthone è una divinità della natura corrente nella mitologia e nella cultura della Sardegna. Fu trasformato, con l'avvento della Cristianità, in demonio.
- Il Krampus è un uomo-caprone scatenato e molto inquietante che si aggira per le strade alla ricerca dei bambini "cattivi". La festa deriva da Tradizioni alpine pre-cristiane e ha come culmine una sfilata per le vie del paese.
- L'Incubo era uno spirito raffigurato con in testa un berretto conico, che talvolta perdeva mentre folleggiava. Colui che trovava uno di questi spiriti acquistava il potere di scoprire tesori nascosti.
- Il Succubo o Succuba era uno spirito di aspetto femminile che seduceva gli uomini. Di origine popolana si pensa ispirato vagamente alla dea Venere che tentava spesso di sedurre uomini. È uno spirito femminile di cui si pensava ne esistesse un solo esemplare. È sopravvissuta anche nel Medioevo, nel quale si pensava che adiscasse principalmente vescovi per ottenere una relazione sottoposta alla sola volontà di ogni Succuba.

### Esseri animaleschi
- Il Thyrus è un drago leggendario che infestava le paludi di Terni nel 1200. Gli abitanti morivano soffocati dall’alito pestifero che sprigionava il mostro. Allora un giovane animoso della nobile famiglia, di origine germanica, dei Cittadini, armatosi, andò incontro alla bestia ch’era nascosta tra la vegetazione palustre, e, scovatala, dopo un'aspra lotta la uccise, liberando da morte i poveri cittadini ternani. In ricordo di tale avvenimento si dice che Terni abbia voluto porre la chimera verde nel suo blasone.
- Il grifone, in antichità era un simbolo del potere divino e un guardiano della divinità. È stato usato nella cristianità medioevale come simbolo di Gesù Cristo, il quale era sia umano che divino.
- Il Caradrio anche Caladrio o Calandro è un uccello bianco che, secondo la leggenda, viveva nei giardini reali.
- Tarantasio è un drago leggendario che terrorizzava gli abitanti del lago Gerundo nella zona di Lodi. Si riteneva che divorasse i bambini, che fracassasse le barche ed il suo fiato pestilenziale ammorbava l'aria e causava una strana malattia denominata febbre gialla.
- Il catoblepa è un animale fantastico, descritto da Plinio il Vecchio e da Claudio Eliano. Nell'antica zoologia greca e romana era una specie di serpente, di rettile o quadrupede africano, raffigurato col capo pesante sempre abbassato verso terra.
- L'Anfesibena o Anfisbena è un mitico serpente dotato di due teste, una ad ogni estremità del corpo, e di occhi che brillano come lampade.
- L'Erchitu è una figura ricorrente nelle antiche leggende barbaricine, secondo le quali un uomo che ha commesso una grave colpa, per sortilegio, si può trasformare nelle notti di Luna piena, in un bue bianco con due grosse corna d'acciaio, che vaga per le strade del paese, scortato da una masnada di diavoli.
- Il foglionco è una creatura immaginaria del folklore di alcune zone dell'Italia centrale, in particolare della Garfagnana e di altre parti della provincia di Lucca. È una creatura ematofaga, talvolta descritta come capace di volare.
- La Marroca è un animale mitico che secondo la credenza contadina vive essenzialmente nelle zone umide della campagna della Valdichiana, senese, aretina, e umbra.
- L'Ozena (in latino Ozaena) è una leggendaria piovra descritta da Plinio il vecchio e il suo nome significa "polpo puzzolente" per via del suo odore sgradevole.
- Il Badalischio, si racconta che questo mostro sia nato nella Gorga Nera, un piccolo laghetto in prossimità della fonte del Borbotto (parco nazionale delle foreste casentinesi). Secondo la leggenda sarebbe dotato di un veleno mortale. È rappresentato molto simile al Basilisco.
- Il Bonnacon è un animale leggendario simile al toro, menzionato nei bestiari medievali.
- I Caddos birdes o Cavalli verdi erano delle creature fantastiche, che si presentavano sotto la forma di piccoli cavalli dal pellame verde molto rari e difficilissimi da avvistare.
- Il Badalisc, detto anche Badalisk o Badelisc è una figura mitologica della valle Camonica. Secondo la tradizione è un essere mitologico che vive nei boschi, che ogni anno viene catturato nel periodo dell'Epifania dai giovani e portato in paese.
- La Corocotta, Crocotta o Crocuta, è un cane-lupo mitologico dell'India o dell'Etiopia, acerrimo nemico dell'uomo e del cane, descritto da Plinio il Vecchio nella sua Naturalis Historia.
- La Leucrotta, Leocrota o Leucrocota è un animale mitologico abitante dell'Etiopia o comunque originario dell'India, che nasce dall'incrocio di una crocotta con un leone.
- La Cenocroca è un animale immaginario o una creatura leggendaria. Viene descritta come avente la voce umana ma al posto dei denti un solido osso; un taglio della bocca che arriva fino alle orecchie, le fauci e il petto del leone, il corpo d'asino, le corna di stambecco, il piede del cavallo ma diviso come quello del bue.
- Il Serpente regolo o Regulus è un animale fantastico della tradizione Toscana, umbra, abruzzese e sabina. Si tratterebbe di un grosso serpente dalla testa "grande come quella di un bambino", che vive per le macchie, i campi e gli orridi dei monti.
- La Dipsa è un minuscolo serpente estremamente velenoso diffuso nei bestiari medievali. Si diceva fosse così velenoso che le sue vittime sarebbero morte prima di diventare consapevoli di essere state morse.
- L'Eale o Yale, anche detto Centicore, è un animale leggendario che appartiene alla mitologia europea. Viene descritto come una capra o un'antilope, una creatura a quattro zampe e con corna che può ruotare completamente.
- Il Basilisco, secondo la Naturalis historia di Plinio il Vecchio, il basilisco sarebbe un piccolo serpente, lungo meno di venti centimetri e nonostante questo sarebbe la creatura più mortale in assoluto: si riteneva infatti che il solo guardarlo potesse uccidere il malcapitato, se veniva guardato attraverso un riflesso, invece si rimaneva pietrificati. Lo si riteneva molto attratto dal latte. Ha radici di origine romana.
- La Biddrina è un animale mitico che secondo la leggenda vive nelle zone umide della campagna della provincia di Caltanissetta.
- Lo Iaculo o Jaculo, noto anche come Serpente giavellotto è un serpente descritto da vari studiosi dell'antichità.
- La Coccatrice è una creatura leggendaria delle dimensioni di un drago o di una viverna, ma dall'aspetto di un gigantesco gallo, con alcune caratteristiche da lucertola. Ha qualcosa in comune con il Basilisco; in quanto infatti si riteneva che esso nascesse da un uovo di lucertola covato da una gallina, e che l'animale temesse i galli. Anche questo è di origine romana.
- Il Fauno è una figura della mitologia romana, una divinità della natura, in particolare della campagna e dei boschi, molto primordiale in quanto (con diversi nomi) esisteva già in antiche civiltà pre-romane.
- Il Monocero possedeva il corpo bianco di un cavallo, zampe di elefante, coda di facocero, occhi blu e testa rossa simile a quella di un cervo ma con un unico corno sulla fronte, altro particolare che lo accomuna all'unicorno.
- La Manticora è una creatura mitica, una sorta di chimera dotata di una testa simile a quella umana, corpo di leone e coda di scorpione, in grado di scagliare spine velenose per rendere inerme la preda.
- La Gata Carogna: nel folclore della Lombardia, più precisamente delle province di Bergamo e Cremona, la Gata Carogna è un mostruoso animale che infesterebbe i vicoli bui delle città.
- Il Gatto Mammone, sarebbe un enorme gatto dedito a spaventare le mandrie al pascolo e avrebbe avuto movenze ed espressioni demoniache. Demonizzato con la cristianizzazione, questo essere può anche essere visto in chiave positiva, oltre che negativa.
- Il Gigàt è, nelle tradizioni folcloristiche lombarde, un cervo di proporzioni enormi che si nutre di escursionisti e viandanti.
- Il Lupo Mannaro o Licantropo, questa figura compare ancora in epoca romana antica. Ne parla Gaio Petronio Arbitro nel frammento LXII del Satyricon ed è la prima novella in cui appare questa creatura. È ormai conosciuta in tutto il mondo , ma di origine romana. Secondo alcuni studiosi fu il frutto della conoscenza della licantropia clinica, una patologia che, in casi veramente gravi, porta ad uccidere per mangiare e vivere nei boschi.
- L'Unicorno , Liocorno o Leocorno è un animale immaginario dal corpo di cavallo con un singolo corno in mezzo alla fronte.
- La Salamandra era, secondo la credenza popolare, capace di attraversare le fiamme rimanendo illesa. Plinio ne parla nella sua Storia naturale.
- Lo Scultone, nelle credenze popolari sarde, era una creatura simile ad un drago che uccideva uomini e animali presso Baunei (NU).
- Il Bisso Galeto è una creatura leggendaria delle valli veronesi. Ha corpo e testa di gallo, con una grande cresta rossa, ali piene di spine e coda di serpente. La sua dimensione normale è piuttosto ridotta, rendendolo simile ad un piccolo serpente, ma il Bisso Galeto può aumentare e diminuire la lunghezza del proprio corpo a sua volontà.
- La Strige era un uccello notturno di cattivo auspicio che si nutriva di sangue e carne umana come oggi addebitato al vampiro. È di origine romana.
- Il Tatzelwurm è una creatura leggendaria dell'arco alpino, descritta come un lucertolone con quattro o due sole zampe corte e la coda tozza.
- L'Uomo selvatico o Uomo selvatico di Sacco è un essere umano leggendario presente in molte tradizioni popolari italiane, soprattutto alpine e appenniniche, dove assume nomi diversi a seconda della lingua locale.

### Oggetti magici
- Lo Scrixoxiu, nelle tradizioni sarde, è uno scrigno appartenente ad uno spirito di un familiare defunto.
- Il Libro del comando è il nome con cui venivano indicati i testi di magia nera contenenti la descrizione dei metodi per conoscere e distinguere gli spiriti benigni e maligni, così come le formule magiche per invocarne l'intervento, al fine di ottenerne l'aiuto per mezzo di «responsi e rivelazioni», la cui circolazione veniva combattuta d'autorità.
- Il Libro del Cinquecento o Libru do cincucentu è un leggendario libro che sarebbe custodito a Ficarra. La leggenda narra che si trattava di un libro di magia che conteneva delle formule che consentivano di superare tutti i problemi.
- La Spada nella roccia è una spada magica conficcata in una roccia o talvolta in un'incudine. Questa spada compare in molte leggende, compresa la vita di San Galgano (1148-1181).

### Altri racconti

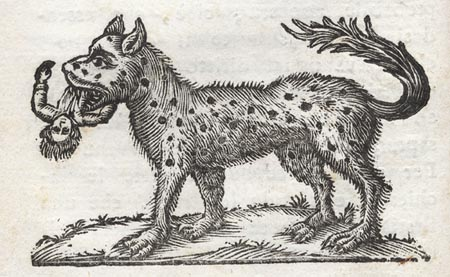
Illustrazione stilizzata della bestia di Cusago

- La Leggenda di Colapesce è una leggenda siciliana con molte varianti le cui prime attestazioni risalgono al XIV secolo. La versione più conosciuta è quella raccontata nella città di Messina,
- La Scrofa semilanuta è un animale mitologico, il simbolo della città di Milano prima dell'età comunale.
- I Giorni della merla sono, secondo la tradizione, gli ultimi tre giorni di gennaio. Sempre secondo la tradizione sarebbero i tre giorni più freddi dell'anno.
- I Giorni della vecchia o Giorni imprestati sono, secondo la tradizione, gli ultimi tre giorni di marzo, nei quali solitamente si parla di un ritorno del freddo; sono considerati i giorni più freddi della primavera.
- L'Uovo di Colombo è un aneddoto popolare diffuso come modo di dire in diverse lingue per designare una soluzione insospettatamente semplice a un problema apparentemente impossibile.
- Il Ratto delle sabine è una fra le vicende più antiche della storia di Roma, avvolte dalla leggenda.
- Silvio Brabone è un leggendario soldato romano che uccise il gigante Druon Antigon ad Anversa.
- La Donna del gioco o Signora del gioco è una figura mitica, citata spesso nei processi durante la Caccia alle streghe.
- Il Mausoleo di Porsenna è un edificio leggendario che fu descritto da Marco Terenzio Varrone. Sarebbe stato costruito per raccogliere il corpo dell'anch'esso leggendario lucumone Porsenna, sovrano della città di Chiusi.
- Dina e Clarenza, sono due personaggi femminili leggendari legate allo storico assedio di Messina da parte di Carlo I d'Angiò durante il Vespro siciliano.
- Eliodoro di Catania è un personaggio semi-leggendario accusato dai suoi contemporanei di essere un negromante.
- Pietro Bailardo o Pietro Baialardo è un personaggio leggendario e, talvolta, una maschera popolare italiana di brigante e capitano di ventura.
- Maria Puteolana è una figura semileggendaria della storia di Pozzuoli.
- Pacciûgo e Pacciûga sono due figure ricordate in due statue alle quali è legata una delle più antiche leggende a sfondo religioso di Genova.
- La Leggenda di San Pietro al Monte o Leggenda del cinghiale bianco di Civate vuole spiegare la fondazione della chiesa omonima come un atto di devozione del Re longobardo Desiderio.
- Gammazita è una giovane ragazza, protagonista di una leggenda catanese legata alle vicende casato degli Angioini di Sicilia. Il suo nome è stato dato anche a un sito del centro storico della città siciliana, una cavità naturale chiamata appunto Pozzo di Gammazita.
- San Giorgio e il drago, è una leggenda conosciuta in tutta Italia, ma originaria della Romagna, quando, nel lontano Medioevo questo cavaliere liberò la nostra regione da un terribile dragone.
- La Bestia di Cusago ricorda una serie di episodi di aggressioni da parte di una belva, inizialmente creduta una iena fuggita da un circo ma successivamente rivelatasi un lupo, verso la fine del XVIII secolo.
- Storie e leggende della Lunigiana, racconti di fantasmi, di personaggi fantastici fatti di misteri e di segreti, sono particolarmente affascinanti e trovano in Lunigiana un vasto numero di leggende che sono state tramandate di generazione in generazione.
- Miti e leggende della Sicilia, nel corso dei secoli hanno influenzato la cultura e le tradizioni dell'isola mediterranea. Molti di essi provengono da diverse culture che hanno dominato la Sicilia da millenni.
- I Miti di Siracusa sono un insieme di famosi miti e leggende che vengono tramandate sin dall'antichità.